# Raasiku
Raasiku (německy Rasik) je městečko v estonském kraji Harjumaa, samosprávně patřící do obce Raasiku, která je podle něho pojmenována.